# Antygona (dramat)
Antygona – tragedia Sofoklesa z roku 442 p.n.e. Nazywana jest tragedią władzy i klasyfikowana jako chronologicznie ostatnia z cyklu trzech tragedii tebańskich (Król Edyp, Edyp w Kolonie, Antygona) opartych na mitach o tebańskim rodzie Labdakidów. Utwór jest powszechnie uznawany za arcydzieło dramaturgii światowej o dużej sile oddziaływania na widza.

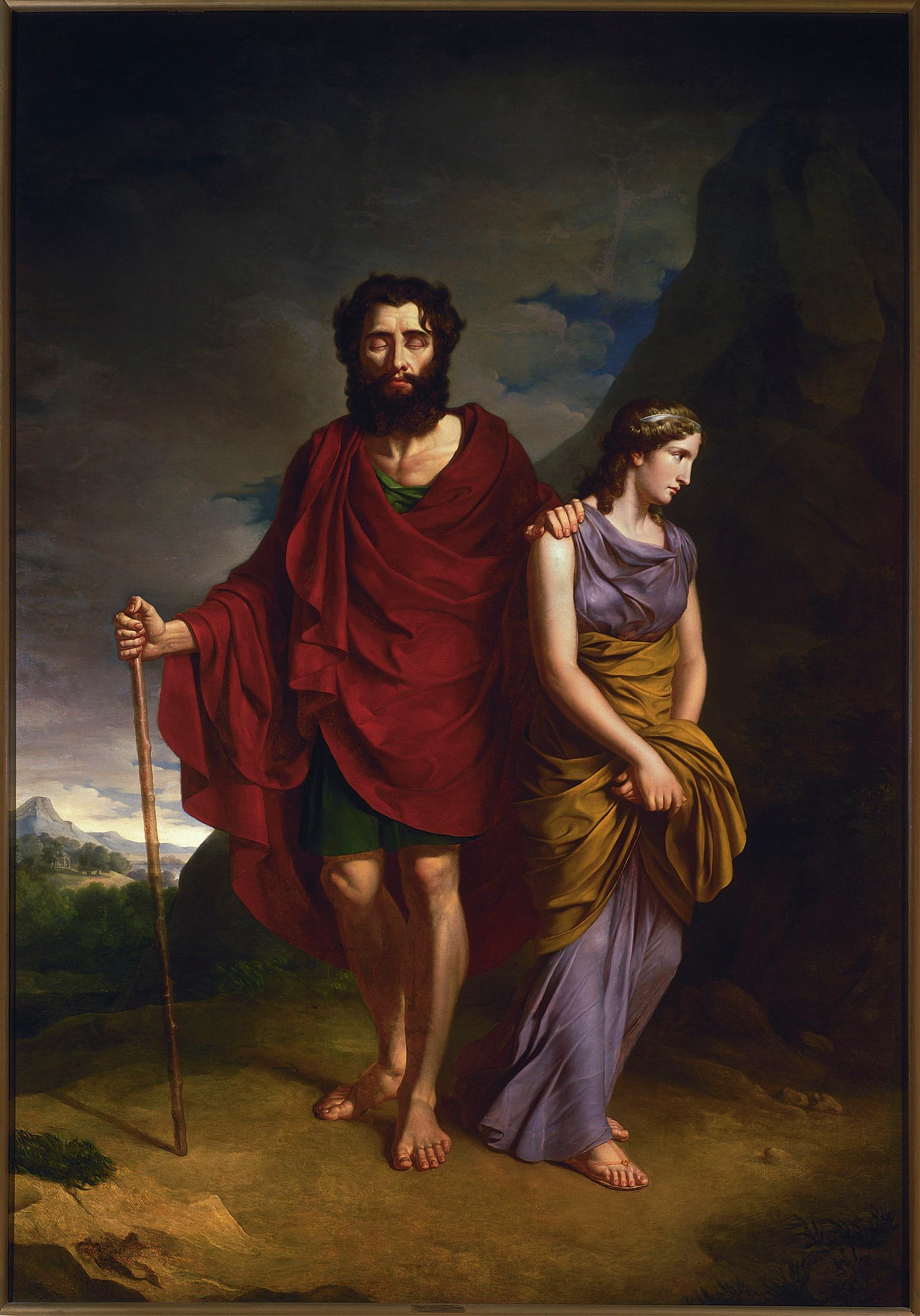
Antoni Brodowski, Edyp i Antygona, 1828

Po śmierci Edypa, Polinik i Eteokles podzielili się władzą. Jednak wbrew umowie Eteokles po roku rządów nie przekazał tronu bratu. Polinik sprowadził obce wojska, aby odzyskać tron. Między braćmi rozpoczęła się walka o władzę, w której obaj zginęli. Władcą został ich wuj Kreon. Kreon uznał Polinika za zdrajcę i wydał zakaz grzebania jego zwłok. Eteoklesowi zaś został wyprawiony uroczysty pogrzeb. Siostra Eteoklesa i Polinika, Antygona, przeciwstawiła się rozkazowi Kreona i pochowała zwłoki Polinika. Spowodowało to ciąg tragicznych wydarzeń: Antygona zostaje skazana na śmierć przez apodyktycznego władcę Teb. Na wieść o tym jego syn Hajmon, który jest narzeczonym Antygony, i żona Kreona, Eurydyka, popełniają samobójstwo. Kreon, choć władca, traci najbliższych i zostaje sam z poczuciem winy. Staje się to dla niego największą karą. Przeciwstawieniem Antygony – symbolu buntu, śmiałości i odwagi – jest w dramacie Sofoklesa jej siostra – Ismena, która jest uosobieniem łagodności i pokory. Posługując się tymi dwiema postaciami, Sofokles kreśli odwieczny konflikt romantyzmu, idealizmu i buntu z racjonalizmem, pragmatyzmem i pokorą.
Cała tragedia rozgrywa się w ciągu 24 godzin, przed pałacem królewskim w Tebach.
Antygona jest skonstruowana według ściśle określonych zasad obowiązujących przy tworzeniu tragedii antycznej. Wyraźnie zarysowana jest w niej zasada trzech jedności, bohater tragiczny, konflikt tragiczny. Działanie bohaterki z góry skazane jest na niepowodzenie i tak naprawdę starożytni wybierając się na tragedię, nie oczekiwali zwrotów akcji, lub interesującej fabuły, lecz doznania oczyszczenia – katharsis. Antygona umiera w słusznej sprawie, natomiast zły Kreon doznaje kary. Jest to umoralniające i podniosłe, czyli typowe dla tragedii attyckiej.

## Osoby dramatu
- Antygona – córka Edypa i Jokasty, narzeczona Hajmona, miała trójkę rodzeństwa, pochodziła z objętego klątwą rodu Labdakidów, tytułowa bohaterka dramatu Sofoklesa
- Ismena – siostra Antygony
- Kreon – władca Teb (po Edypie), brat Jokasty, wuj Antygony
- Tejrezjasz (Tyrezjasz) – niewidomy wróżbita, nieomylny
- Eurydyka – żona Kreona, matka Hajmona
- Hajmon (Haimon) – syn Kreona, narzeczony Antygony
- Chór tebańskich starców – doradcy Kreona, ich wypowiedzi miały charakter filozoficzny
- Strażnik
- Posłaniec
- Przewodnik Chóru

Ponadto w utworze jest mowa o Eteoklesie i Poliniku (rodzeństwie Antygony), którzy zginęli w bratobójczej walce.

## Treść dramatu
Akcja dramatu opiera się na wątku śmierci Polinika, brata Antygony i Ismeny, którego pochówku zakazuje władca Teb, Kreon. Mężczyzna zostaje uznany za zdrajcę narodu, a jego ciało ma zostać porzucone na pastwę dzikich zwierząt. Woli tej sprzeciwia się jednak Antygona i pomimo zakazu władcy, przysypuje ciało brata ziemią. Po schwytaniu przez strażników, Antygona przyznaje się do tego czynu przed Kreonem i pomimo wstawiennictwa Ismeny i Hajmona zostaje skazana na śmierć. Po zaprowadzeniu do lochu Antygony, Kreona odwiedza wróżbita Tyrezjasz, który przepowiada czekające go nieszczęścia, ze względu na niepochowanie ciała. Gdy Kreon chce cofnąć swoją decyzję, do jego pałacu przybywa posłaniec z wieścią o samobójstwie jego syna, Hajmona. Gdy o tej nowinie dowiaduje się jego matka, Eurydyka, z rozpaczy odbiera sobie życie. Dramat kończy się dyskusją Kreona z chórem, który przestrzega go przed łamaniem boskich praw i wytyka jego pychę: "Na pychę słowa w człowieku,  I w klęsk odmęcie – rozumu i miary  W późnym nauczą go wieku".

## Poszczególne części utworu
- Prolog – przedstawia rozmowę Antygony z Ismeną
- Parodos – pierwszy występ Chóru
- Epeisodion – dialogi bohaterów
- Stasimon – kolejne występy Chóru
- Exodos – zakończenie utworu, podsumowanie wydarzeń przez Chór

W tym utworze epeisodion i stasimon występują po 5 razy.